# پاتریک جی ارورکه
پاتریک جی ارورکه (انگلیسی: P. J. O'Rourke؛ زادهٔ ۱۴ نوامبر ۱۹۴۷ – درگذشتهٔ ۱۵ فوریهٔ ۲۰۲۲) یک روزنامه‌نگار و نویسنده اهل ایالات متحده آمریکا بود. وی دست‌کم ۲۰ کتاب پرفروش را نگارش کرده‌است و ازجملهٔ پیشتازان طنزنویس آمریکایی بود.